# Amtei
Amtei ist im Schweizer Kanton Solothurn die Bezeichnung für eine aus zwei Bezirken bestehende Verwaltungseinheit.
Es sind dies:
- Solothurn-Lebern
- Bucheggberg-Wasseramt
- Thal-Gäu
- Olten-Gösgen (inoffiziell Niederamt)
- Dorneck-Thierstein (inoffiziell Schwarzbubenland)

Die Amteien sind seit 2005 die Wahlkreise für den Kantonsrat (kantonales Parlament). Sie bilden auch die unterste Einheit sowohl für die Rechtsprechung als auch für die Organisation der kantonalen Verwaltung. Die Bezirke hingegen haben seit 2005 nur noch statistische Bedeutung.

## Geschichte
Während der Restauration 1815 bis 1830 hiessen diese Amteien Solothurn, Lebern, Kriegstetten, Bucheggberg, Balsthal (umfassend auch den Bezirk Gäu), Olten, Gösgen, Dorneck und Thierstein. Sie waren damit weitgehend deckungsgleich mit den gleichnamigen Bezirken. Eine Ausnahme bildete die Amtei Balsthal, die aus den Bezirken Thal und Gäu bestand und damit deckungsgleich mit der heutigen Amtei Thal-Gäu war. Damalige Amtei und Bezirk Kriegstetten waren deckungsgleich mit dem heutigen Bezirk Wasseramt.